# Khalil al-Ghamdi

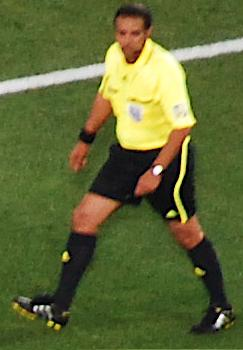
Khalil Ibrahim al-Ghamdi

Khalil Ibrahim al-Ghamdi (arabisch الحكم خليل إبراهيم جلال الغامدي al-Hakam Chalil Ibrahim Dschalal al-Ghamdi, DMG al-Ḥakam Ḫalīl Ibrāhīm Ǧalāl al-Ġāmdī; * 2. September 1970 in Riad) ist ein ehemaliger Fußballschiedsrichter aus Saudi-Arabien.
Khalil al-Ghamdi ist Lehrer und lebt in Dschidda.

## Karriere
Al-Ghamdi war ab 2003 FIFA-Schiedsrichter und kommt seit 2008 in der asiatischen Champions League zum Einsatz. In der Qualifikation für die Weltmeisterschaften 2006 und 2010 leitete er insgesamt elf Partien. Außerdem kam er bereits bei mehreren internationalen Turnieren zum Einsatz.
- Asienmeisterschaft 2007
  - Vorrunde: China – Iran (2:2)

- Olympische Sommerspiele 2008
  - Vorrunde: Brasilien – Belgien (1:0)

- Afrikameisterschaft 2010
  - Vorrunde: Kamerun – Sambia (3:2)

- Weltmeisterschaft 2010
  - Gruppe A: Frankreich – Mexiko (0:2)
  - Gruppe H: Chile – Schweiz (1:0)

- Asienmeisterschaft 2011
  - Vorrunde: Südkorea – Indien (4:1)
  - Halbfinale :Japan – Südkorea (2:2 n. V., 3:0 i. E.)